# Liste von Gewerkschaften in Kanada
Die Liste der Gewerkschaften Kanada umfasst die aktiven Gewerkschaften in Kanada mit mehr als 4000 Mitgliedern. Der Organisationsgrad in Kanada beträgt etwa 30 Prozent der Mitarbeiter.

## Liste
| Name | Abkürzung  | Dachverband | Anmerkung        |
| --- | ---------- | ----------- | ---------------- |
| Air Canada Pilots Association | ACPA       |             |                  |
| Air Line Pilots Association | ALPA       | AFL-CIO/CLC |                  |
| Alberta Teachers' Association | ATA        |             |                  |
| Alberta Union of Provincial Employees | AUPE       |             |                  |
| Alliance du personnel professionnel et technique de la santé et des services sociaux                                                                         | APTS       |             |                  |
| Alliance of Canadian Cinema, Television and Radio Artists | ACTRA      | CLC         |                  |
| Amalgamated Transit Union | ATU        | AFL-CIO/CLC |                  |
| American Federation of Labor and Congress of Industrial Organizations                                                                                        | AFL-CIO    |             | Dachorganisation |
| American Guild of Variety Artists | AGVA       | AFL-CIO/CLC |                  |
| Association des enseignantes et des enseignants franco-ontariens                                                                                             | AEFO       |             |                  |
| Association des manœuvres interprovinciaux | AMI        | CLC         |                  |
| Association des Pompiers de Montréal | APM        |             |                  |
| Association of Academic Staff University of Alberta | AASUA      |             |                  |
| Association of Administrative and Professional Staff | AAPS       |             |                  |
| Association of Canadian Financial Officers | ACFO       |             |                  |
| Association of Employees Supporting Education Services | AESES      |             |                  |
| Association of Management, Administrative and Professional Crown Employees of Ontario                                                                        | AMAPCEO    |             |                  |
| Association of Postal Officials of Canada | APOC       |             |                  |
| B.C. Government and Service Employees' Union | BCGEU      | NUPGE       |                  |
| Bakery, Confectionery, Tobacco Workers and Grain Millers International Union                                                                                 | BCTGM      | AFL-CIO/CLC |                  |
| British Columbia Nurses' Union | BCNU       |             |                  |
| British Columbia Police Association | BCPA       |             |                  |
| British Columbia Teachers' Federation | BCTF       | CLC         |                  |
| Building and Construction Trades Department |            |             |                  |
| Calgary Board of Education Staff Association | C.B.E.S.A. |             |                  |
| Calgary Police Association | CPA        |             |                  |
| Canadian Actors' Equity Association | CAEA       | CLC         |                  |
| Canadian Association of Professional Employees | CAPE       |             |                  |
| Canadian Association of University Teachers | CAUT       |             |                  |
| Canadian Energy Workers' Association | CEWA       |             |                  |
| Canadian Federation of Musicians | CFM        | AFL-CIO/CLC |                  |
| Canadian Federation of Nurses Unions | CFNU       |             |                  |
| Canadian Labour Congress | CLC        |             | Dachorganisation |
| Canadian Merchant Service Guild | CMSG       |             |                  |
| Canadian National Federation of Independent Unions | CNFIU      | AFL-CIO/CLC |                  |
| Canadian Office and Professional Employees Union | COPE       | CLC         |                  |
| Canadian Police Association | CPA        |             |                  |
| Canadian Teachers' Federation | CTF        |             |                  |
| Canadian Union of Postal Workers | CUPW       | CLC         |                  |
| Canadian Union of Public Employees | CUPE       | CLC         |                  |
| Change to Win | CtW        |             | Dachorganisation |
| Christian Labour Association of Canada | CLAC       |             |                  |
| Communications Workers of America, Canada | CWA Canada | CLC         |                  |
| Confédération des syndicats nationaux | CSN        |             | Dachorganisation |
| Confederation of Canadian Unions | CCU        |             | Dachorganisation |
| Confederation of Ontario University Staff Associations | COUSA      |             |                  |
| Construction Maintenance and Allied Workers | CMAW       | CCU         |                  |
| Directors Guild of Canada | DGC        |             |                  |
| Doctors Manitoba | DocsMb     |             |                  |
| Elementary Teachers' Federation of Ontario | ETFO       | CLC         |                  |
| Faculty Association of The University of British Columbia | UBCFA      |             |                  |
| Fédération autonome de l'enseignement | FAE        |             |                  |
| Calgary Board of Education Staff Association | NPCWU      |             |                  |
| Fédération de la santé du Québec | FSQ        | CSQ         |                  |
| Fédération de la santé et des services sociaux | FSSS       | CSN         |                  |
| Fédération de l'industrie manufacturière | FIM        | CSN         |                  |
| Fédération des employées et employés de services publics | FEESP      | CSN         |                  |
| Fédération des intervenantes en petite enfance du Québec | FIPEQ      | CSQ         |                  |
| Fédération des policiers et policières municipaux du Québec                                                                                                  | FPMQ       |             |                  |
| Fédération des professionnèles | FP-CSN     | CSN         |                  |
| Fédération des professionnelles et professionnels de l'éducation du Québec                                                                                   | FPPE       | CSQ         |                  |
| Fédération des syndicats de l'enseignement | FSE        | CSQ         |                  |
| Fédération du commerce | FC         | CSN         |                  |
| Fédération du personnel de soutien scolaire | FPSS-CSQ   | CSQ         |                  |
| Fédération indépendante des syndicats autonomes | FISA       |             |                  |
| Fédération interprofessionnelle de la santé du Québec | FIQ        |             |                  |
| Fédération nationale des enseignantes et des enseignants du Québec                                                                                           | FNEEQ      | CSN         |                  |
| Federation of Post-Secondary Educators of BC | FPSE       | CLC         |                  |
| Fraternité des policiers et policières de Montréal | FPPM       |             |                  |
| FTQ Construction |            | CLC         |                  |
| Health Sciences Association of Alberta | HSAA       | NUPGE       |                  |
| Health Sciences Association of British Columbia | HSA BC     | NUPGE       |                  |
| International Alliance of Theatrical Stage Employees, Moving Picture Technicians, Artists and Allied Crafts of the United States, Its Territories and Canada | IATSE      | AFL-CIO/CLC |                  |
| International Allied Printing Trades Association | IAPTA      |             |                  |
| International Association of Fire Fighters | IAFF       |             |                  |
| International Association of Machinists and Aerospace Workers                                                                                                | IAMAW      | AFL-CIO/CLC |                  |
| International Brotherhood of Boilermakers, Iron Ship Builders, Blacksmiths, Forgers and Helpers                                                              |            | AFL-CIO/CLC |                  |
| International Brotherhood of Electrical Workers | IBEW       | AFL-CIO/CLC |                  |
| International Federation of Professional and Technical Engineers                                                                                             | IFPTE      | AFL-CIO/CLC |                  |
| International Union of Operating Engineers | IUOE       | AFL-CIO/CLC |                  |
| International Union of Painters and Allied Trades | IUPAT      | AFL-CIO     |                  |
| Interprovincial Brotherhood of Electrical Workers | IPBEW      | CLC         |                  |
| Laborers' International Union of North America | LiUNA      | AFL-CIO/CLC |                  |
| Manitoba Association of Health Care Professionals | MAHCP      |             |                  |
| Manitoba Government and General Employees' Union | MGEU       | NUPGE       |                  |
| Manitoba Nurses' Union | MNU        | CLC         |                  |
| National Union of Public and General Employees | NUPGE      |             | Dachorganisation |
| New Brunswick Nurses' Union | NBNU       | CLC         |                  |
| New Brunswick Teachers' Federation | NBTF       |             |                  |
| New Brunswick Union of Public and Private Employees | NBUPPE     | NUPGE       |                  |
| Newfoundland and Labrador Association of Public and Private Employees                                                                                        | NAPE       |             |                  |
| Newfoundland and Labrador Nurses' Union | NLNU       | CLC         |                  |
| Nova Scotia Government and General Employees Union | NSGEU      | NUPGE       |                  |
| Nova Scotia Teachers Union | NSTU       |             |                  |
| Ontario English Catholic Teachers' Association | OECTA      | CLC         |                  |
| Ontario Nurses' Association | ONA        | CLC         |                  |
| Ontario Provincial Police Association | OPPA       |             |                  |
| Ontario Public Service Employees Union | OPSEU      |             |                  |
| Ontario Secondary School Teachers' Federation | OSSTF      | CLC         |                  |
| Ontario Teachers’ Federation | OTF        |             |                  |
| Prince Edward Island Union of Public Sector Employees | PEIUPSE    |             |                  |
| Professional Association of Residents of Ontario | PARO       |             |                  |
| Professional Institute of the Public Service of Canada | PIPSC      |             |                  |
| Public Service Alliance of Canada | PSAC       | CLC         |                  |
| Quebec Provincial Association of Teachers | QPAT       |             |                  |
| Quebec Provincial Police Association | QPPA       |             |                  |
| Saskatchewan Government and General Employees' Union | SGEU       | NUPGE       |                  |
| Saskatchewan Teachers' Federation | STF        |             |                  |
| Saskatchewan Union of Nurses | SUN        | CLC         |                  |
| Service Employees International Union | SEIU       | CtW/CLC     |                  |
| Sheet Metal Workers' International Association | SMWIA      | AFL-CIO/CLC |                  |
| Syndicat de la fonction publique du Québec et parapublique du Québec                                                                                         | SFPQ       |             |                  |
| Syndicat de professionnelles et professionnels du gouvernement du Québec                                                                                     | SPGQ       |             |                  |
| Syndicat québécois de la construction | SQC        |             |                  |
| Teamsters Canada | TC         | CtW/CLC     |                  |
| Telecommunications Workers Union | TWU        | CLC         |                  |
| The Manitoba Teachers' Society | MTS        |             |                  |
| Toronto Police Association | TPA        |             |                  |
| United Steel, Paper and Forestry, Rubber, Manufacturing, Energy, Allied Industrial and Service Workers                                                       | USW        |             |                  |
| University of Alberta Non-Academic Staff Association | NASA       |             |                  |
| Union des artistes | UDA        |             |                  |
| Union of Canadian Correctional Officers | UCCO-SACC  | CSN         |                  |
| UNITE HERE Canada |            |             |                  |
| United Association of Journeymen and Apprentices of the Plumbing and Pipe Fitting Industry of the United States and Canada                                   | UA Canada  |             |                  |
| United Brotherhood of Carpenters and Joiners of America | UBCJA      | CLC         |                  |
| United Food and Commercial Workers Canada | UFCW-Can   | AFL-CIO/CLC |                  |
| United Nurses of Alberta | UNA        | CLC         |                  |
| United Steelworkers | USW        | CLC         |                  |

Einige genannte Gewerkschaften sind für die USA und für Kanada zuständig.

## Gewerkschaftsbünde
Der Gewerkschaftsbund Canadian Labour Congress (CLC) ist der größte Dachverband in Kanada. 70 % der gewerkschaftlich organisierten Arbeitnehmer sind bei einer CLC-Mitgliedsgewerkschaft organisiert.
Weitere Dachverbände sind:
AFL-CIO American Federation of Labor and Congress of Industrial Organizations,
CCU Confederation of Canadian Unions,
CSD Centrale des syndicats démocratiques,
CSN Confédération des syndicats nationaux,
CSQ Centrale des syndicats du Québec,
CtW Change to Win,
ITUC International Trade Union Confederation,
NUPGE National Union of Public and General Employees.